# Csolt
Csolt falu Romániában, Máramaros megyében.

## Földrajz
Máramaros megyében, Nagysomkúttól délkeletre, a Csolti-patak mellett fekvő település.

## Történelem
Csolt régi kis település, mely egykor Kővárhoz tartozott, s mindig a kővári uradalom sorsában osztozott.
A település földesurai a gróf Telekiek voltak.
A 20. század elején nagyobb birtokosa nem volt.
A falu a trianoni békeszerződés előtt Szatmár vármegyéhez és a somkúti járáshoz tartozott.

## Személyek
- Innen vándorolt ki családjával Benjamin B. Ferencz (1920–2023) amerikai jogász.[1]